# Service des impôts des particuliers
Pour les articles homonymes, voir SIP.
 (mai 2025).
En France, un service des impôts des particuliers (SIP) désigne un service déconcentré de la direction générale des Finances publiques (DGFiP) à l'échelle locale.
Les premiers SIP ont été créés par arrêté du 12 mars 2009,.
Au nombre de 791 sur le territoire national, ils sont chargés du calcul et du recouvrement des impôts dus par les contribuables (personnes physiques) et sont les interlocuteurs uniques pour les déclarations, les calculs, les exonérations, les réclamations, les paiements et demandes de délais de paiement relatifs à l'impôt sur le revenu et aux impôts locaux.